# Sutrina garayi
Sutrina garayi är en orkidéart som beskrevs av Karlheinz Senghas. Sutrina garayi ingår i släktet Sutrina och familjen orkidéer.
Artens utbredningsområde är Bolivia. Inga underarter finns listade i Catalogue of Life.